# Pyrrhobryum pungens
Pyrrhobryum pungens är en bladmossart som beskrevs av Mitten 1868. Pyrrhobryum pungens ingår i släktet Pyrrhobryum och familjen Rhizogoniaceae. Inga underarter finns listade i Catalogue of Life.